# در دنیا بیگانه بودم
در دنیا بیگانه بودم فیلمی به کارگردانی و نویسندگی نادر بیات محصول سال ۱۳۴۴ است.

## بازیگران
- آذر حکمت شعار
- نادر بیات
- حمیده خیرآبادی
- کاظمی (بازیگر)
- نیکتاج صبری
- علی آزاد
- عزت‌الله مقبلی
- اکبر هاشمی
- منصور والامقام
- ازهدی (بازیگر)
- ناصر لاله زاری
- شکوه (بازیگر)
- اسماعیل شیرازی
- رضا بانکی
- عارف عارف کیا